# Ibiza repülőtér
Ibiza repülőtér (IATA: IBZ, ICAO: LEIB) egy nemzetközi repülőtér Ibiza közelében. A légikikötő 1949-ben nyílt meg. Éves utasforgalma 8 156 675 fő (2022). Üzemeltetője az AENA.

## Forgalom
Az utasforgalom az elmúlt években az alábbi módon változott:
| Utasok száma | 4 157 291 | 4 164 703 | 4 765 625 | 4 572 819 | 5 643 180 | 6 212 198 | 7 416 161 | 8 104 316 | 2 110 348 | 8 156 675 |
|              | 2003      | 2005      | 2007      | 2009      | 2011      | 2014      | 2016      | 2018      | 2020      | 2022      |

## Kifutópályák
A repülőtér futópályái:
- 06/24 (2800 m, 45 m, aszfalt)

## Légitársaságok és úticélok
2025-ben a Ibiza repülőtérről az alábbi járatok indulnak (Utoljára frissítve: 2025-08-16):

### Személy
| Légitársaság                  | Célállomások |
| ----------------------------- | --- |
| Aegean Airlines               | Szezonális: Athens |
| Aeroitalia                    | Szezonális: Milan–Malpensa, Róma–Fiumicino |
| Air Europa                    | Madrid Szezonális: Bilbao[forrás?] |
| Air France                    | Szezonális: Párizs-Charles de Gaulle repülőtér |
| Animawings                    | Szezonális: Bukarest–Otopeni |
| ASL Fly Executive             | Szezonális: Antwerp[forrás?] |
| Austrian Airlines             | Szezonális: Bécs |
| British Airways               | London–City Szezonális: London–Gatwick, London–Heathrow, London–Stansted Szezonális charter: Isle of Man,[forrás?] Jersey[forrás?] |
| Brüsszel Airlines             | Szezonális: Brüsszel |
| Condor                        | Szezonális: Düsseldorf, Frankfurt, München,[forrás?] Nuremberg[forrás?], Zürich[forrás?] |
| Corendon Dutch Airlines       | Szezonális: Amszterdam[forrás?] |
| Discover Airlines             | Szezonális: Frankfurt, München |
| easyJet                       | Szezonális: Amszterdam, Basel/Mulhouse, Belfast–International, Berlin, Bordeaux, Bristol, Genf, London–Gatwick, London–Luton, Lyon, Manchester, Milan–Linate, Milan–Malpensa, Nantes, Naples, Nizza, Porto, Toulouse |
| Edelweiss Air                 | Szezonális: Zurich |
| Eurowings                     | Szezonális: Berlin, Köln/Bonn, Düsseldorf, Hamburg, Salzburg, Stuttgart |
| Iberia                        | Alicante, Palma de Mallorca, Valencia Szezonális: León, Lleida,[forrás?] Málaga,[forrás?] Menorca, Nizza,[forrás?] Valladolid,[forrás?] Vigo[forrás?] |
| Iberia Express                | Madrid |
| ITA Airways                   | Szezonális: Milan–Linate, Róma–Fiumicino |
| Jet2.com                      | Szezonális: Belfast–International, Birmingham, Bournemouth, Bristol, East Midlands, Edinburgh, Glasgow, Leeds/Bradford, Liverpool, London–Luton, London–Stansted, Manchester, Newcastle upon Tyne |
| KLM                           | Szezonális: Amszterdam |
| Lufthansa                     | Frankfurt |
| Luxair                        | Szezonális: Luxembourg |
| Neos                          | Szezonális: Bergamo, Bologna, Milan–Malpensa, Róma-Fiumicino, Verona |
| Norwegian Air Shuttle         | Szezonális: Oslo |
| People's                      | Szezonális: St. Gallen/Altenrhein [forrás?] |
| Ryanair                       | Alicante, Barcelona, Madrid, Málaga, Seville, Valencia Szezonális: Bari, Beauvais, Bergamo, Berlin, Birmingham, Bologna, Bristol, Charleroi, Dublin, Edinburgh, Eindhoven, Hahn, Leeds/Bradford, Liverpool, London–Stansted, Manchester, Marseille, Newcastle upon Tyne, Pisa, Porto, Róma–Fiumicino, Santiago de Compostela, Treviso, Toulouse, Turin, Bécs, Weeze |
| Scandinavian Airlines         | Szezonális: Koppenhága, Stockholm–Arlanda |
| SkyAlps                       | Szezonális: Bolzano |
| Smartwings                    | Szezonális charter: Prága,[forrás?] Bécs |
| Swiss International Air Lines | Szezonális: Genf |
| TAP Air Portugal              | Szezonális: Lisbon |
| Transavia                     | Amszterdam, Eindhoven Szezonális: Brüsszel, Párizs–Orly, Rotterdam/The Hague |
| Travelcoup                    | Szezonális: München,[forrás?] Zurich[forrás?] |
| TUI Airways                   | Szezonális: Birmingham,[forrás?] Bournemouth,[forrás?] Bristol,[forrás?] Cardiff,[forrás?] East Midlands, Exeter, Glasgow,[forrás?] London–Gatwick, London–Stansted,[forrás?] Manchester, Newcastle upon Tyne, Norwich |
| TUI fly Belgium               | Szezonális: Antwerp, Brüsszel, Ostend/Bruges |
| TUI fly Deutschland           | Szezonális: Düsseldorf, Hannover |
| TUI fly Netherlands           | Szezonális: Amszterdam, Dublin |
| Uep Fly                       | Menorca, Palma de Mallorca |
| Volotea                       | Szezonális: Asturias, Bilbao[forrás?] |
| Vueling                       | Alicante, Barcelona, Bilbao, Málaga, Párizs–Orly, Seville, Valencia Szezonális: Amszterdam, Genf,[forrás?] Lisbon,[forrás?] Milan–Malpensa,[forrás?] Porto, Róma–Fiumicino,[forrás?] Santander |
| Wizz Air                      | Szezonális: Róma–Fiumicino |

### Cargo
| Légitársaság | Célállomások                        |
| ------------ | ----------------------------------- |
| Swiftair     | Madrid, Palma de Mallorca, Valencia |